# Boeing Bird of Prey
Boeing Bird of Prey — экспериментальный самолёт, разработанный McDonnell Douglas / Boeing в 1990-х. Самолёт не получил индекса серии X, поскольку не являлся прототипом реального аппарата, а использовался только как тестовый стенд (технологический демонстрант) для отработки технологий невидимости stealth.
Название самолёта — отсылка на «Klingon Bird of Prey» — военный корабль от телесериала «Star Trek».
Развитие технологий невидимости началось в 1992 году в Phantom Works — специальном подразделением McDonnell Douglas. Позже это подразделение стало частью Boeing Integrated Defense Systems после слияния Boeing и McDonnell Douglas в 1997 году.
Первый полёт Boeing Bird of Prey был в 1996 году, и ещё 39 полётов были выполнены до закрытия программы в 1999-м. Boeing Bird of Prey разрабатывался, чтобы отработать технологии предотвращения радиотени, выработать концепцию геометрии корпуса, проверить активный камуфляж его поверхности. В частности аппарат имел специальное покрытие, способное поглощать радиоволны, менять цвет и отражающую способность для соответствия внешним условиям.
Boeing Bird of Prey рассекречен в апреле 2002 года.

## Лётно-технические характеристики
Источники

### Технические характеристики
- Экипаж: 1
- Длина: 14,22 м
- Размах крыла: 6,91 м
- Высота: 2,82 м
- Площадь крыла: 20,4 м²
- Максимальный вес взлёта: 3356 кг
- Силовая установка: 1 × Pratt & Whitney Canada JT15D-5C, 14,2 кН
- Максимальная скорость: 482 км/ч
- Потолок: 6100 м